# North Steeprock Lake Provincial Park
North Steeprock Lake Provincial Park är en park i Kanada.   Den ligger i provinsen Manitoba, i den sydöstra delen av landet, 2 000 km väster om huvudstaden Ottawa. North Steeprock Lake Provincial Park ligger 737 meter över havet. Den ligger vid sjön North Steeprock Lake.
Terrängen runt North Steeprock Lake Provincial Park är platt, och sluttar österut. Trakten runt North Steeprock Lake Provincial Park är nära nog obefolkad, med mindre än två invånare per kvadratkilometer.. Det finns inga samhällen i närheten. 
I omgivningarna runt North Steeprock Lake Provincial Park växer i huvudsak blandskog.